# Opel Antara
De Opel Antara is een sports utility vehicle (SUV) van het Duitse automerk Opel. De Antara werd door General Motors in september 2006 geïntroduceerd samen met de Chevrolet Captiva. In 2010 onderging de wagen een voornamelijk optische facelift.
Met slechts 1226 geproduceerde modellen in 2010 was het in dit jaar een van de slechtst verkopende modellen van een Duitse autofabrikant.

## Antara GTC

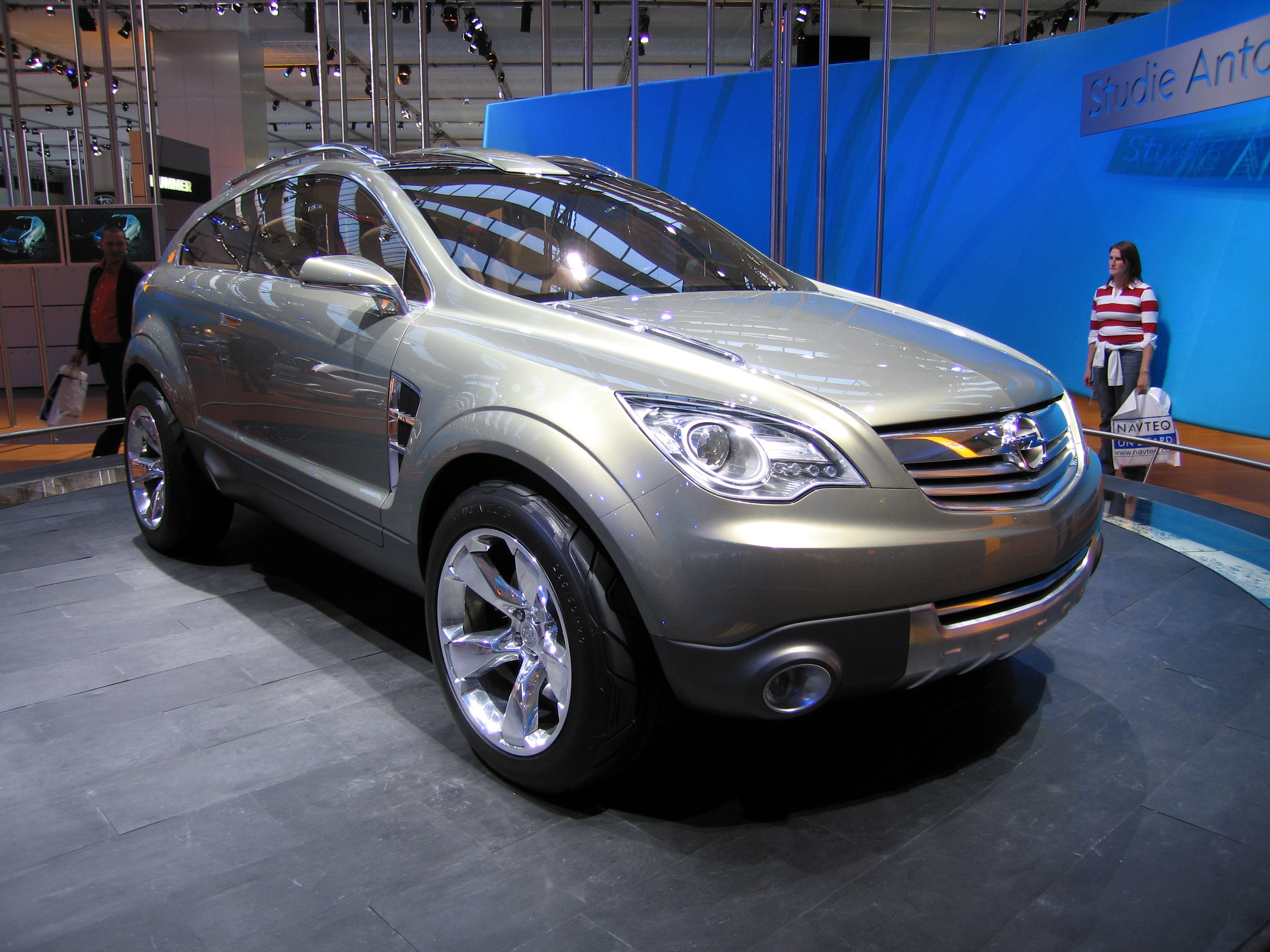
Antara GTC Concept

Op het Internationale Automobilausstellung (IAA) van 2005 werd een conceptwagen onder de naam Antara GTC voorgesteld. In tegenstelling tot bij de Astra, waar de C voor compact staat, staat GTC in dit geval voor "Gran Turismo Crossover".
Het concept was 4,53 meter lang, 1,97 meter breed en 1,64 meter hoog. Deze werd aangedreven door een 1.9 CDTI-dieselmotor met 212 pk. De wagen ging van 0 naar 100 km/u in 8,0 seconden en had een topsnelheid van 210 km/u.

### Motoren
Benzine
| Type   | Motor     | Motor     | Motor   | Vermogen | Koppel | Jaartal     | Aandrijving    |
| Type   | Inhoud    | Cilinders | Kleppen | Vermogen | Koppel | Jaartal     | Aandrijving    |
| ------ | --------- | --------- | ------- | -------- | ------ | ----------- | -------------- |
| 2.4    | 2.405 cm³ | 4-in-lijn | 16v     | 140 pk   | 220 Nm | 2007 - 2011 | Voorwiel - 4x4 |
| 2.4    | 2.405 cm³ | 4-in-lijn | 16v     | 167 pk   | 217 Nm | 2011 - 2013 | Voorwiel - 4x4 |
| 3.2 V6 | 3.195 cm³ | V6        | 24v     | 227 pk   | 297 Nm | 2007 - 2010 | 4x4            |

Diesel
| Type     | Motor     | Motor     | Motor   | Vermogen | Koppel | Jaartal     | Aandrijving    |
| Type     | Inhoud    | Cilinders | Kleppen | Vermogen | Koppel | Jaartal     | Aandrijving    |
| -------- | --------- | --------- | ------- | -------- | ------ | ----------- | -------------- |
| 2.0 CDTI | 1.991 cm³ | 4-in-lijn | 16v     | 150 pk   | 320 Nm | 2007 - 2011 | Voorwiel - 4x4 |
| 2.2 CDTI | 2.231 cm³ | 4-in-lijn | 16v     | 163 pk   | 350 Nm | 2011 - 2013 | Voorwiel - 4x4 |
| 2.2 CDTI | 2.231 cm³ | 4-in-lijn | 16v     | 184 pk   | 400 Nm | 2011 - 2013 | 4x4            |